# Mezietnická hraniční linie

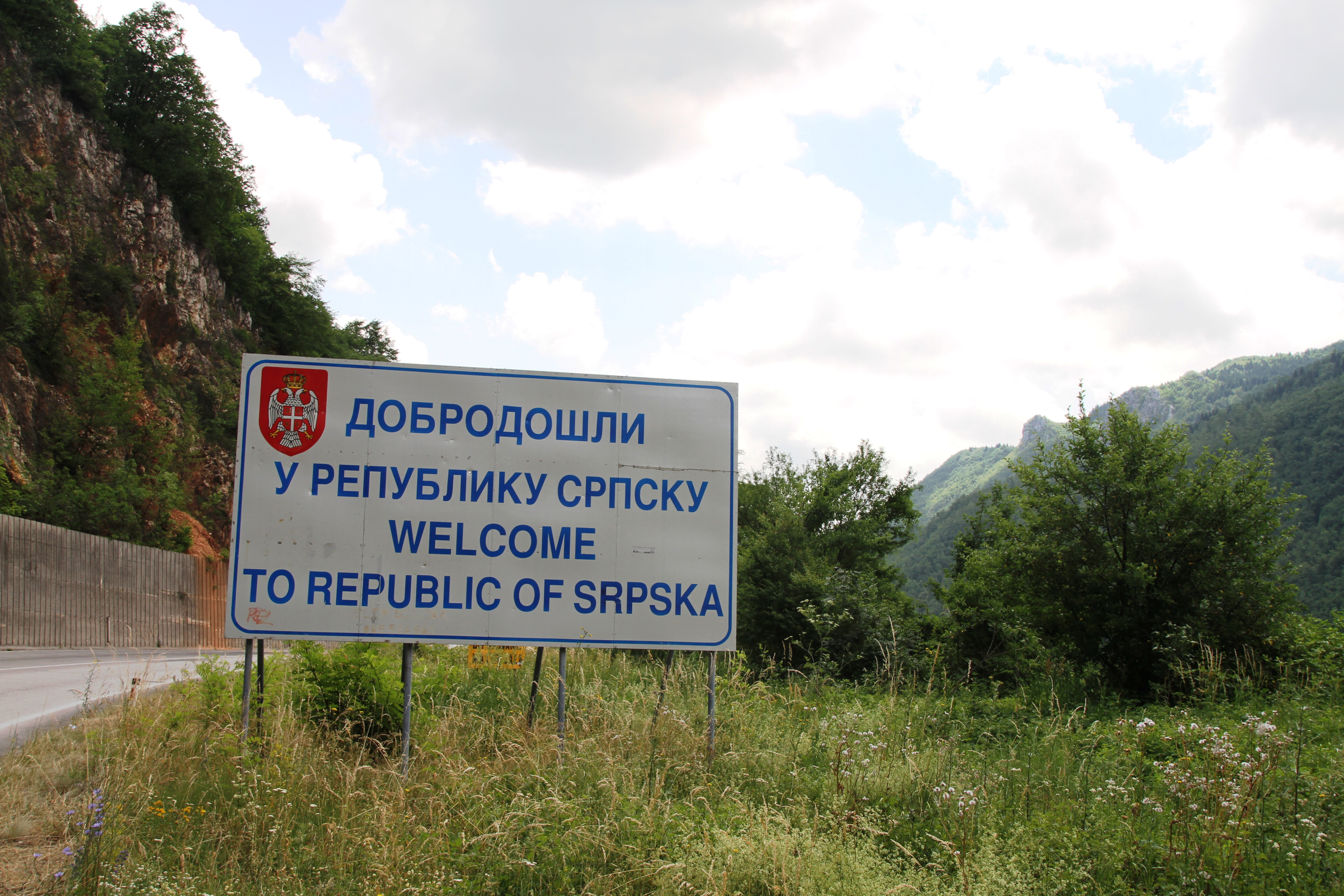
Označení hraniční linie v Pale východně od Sarajeva.

Mezietnická hraniční linie, resp. přesněji mezientitní hraniční linie, (anglicky Inter-Entity Boundary Line, bosensky Međuentitetska linija razgraničenja, zkr. IEBL) je hranice mezi Federací Bosny a Hercegoviny a Republikou srbskou v Bosně a Hercegovině. Její celková délka činí 1080 km, prochází celou Bosnou a Hercegovinou. Není hranicí státní, nýbrž správní.

## Historický vývoj

### Vyjednání a ustanovení
Mezietnická hranice nekopíruje žádnou hranici historickou, etnickou ani jinak definovanou. Její podoba je výsledek vyjednávání v závěrech války v Bosně a Hercegovině. Vycházela z frontové linie za války, upravena byla na základě jednání. Formalizována byla do přílohy č. 2 daytonské dohody..
Po jejím ustanovení a zakreslení do mapy musela být přesně vytyčena, což bylo uskutečněno později. Pro její zmapování byly poprvé využity digitální technologie. Hranice se měnily z důvodu některých překážek a nepraktických situací, např. v oblasti Lukavice a Východního Sarajeva procházela jednotlivými obytnými domy, což bylo napraveno. Řada obcí (općin/opštin) byla touto linií rozdělena a vznikly tak nové obce, a to na obou stranách uvedené čáry. Tuto otázku řešil mezinárodní arbitr ve spolupráci s Úřadem vysokého představitele pro Bosnu a Hercegovinu.
Hranice měla klíčový význam především pro okamžité oddělení znepřátelených sil a vojsk po podepsání míru. K ní se vázalo několik principů, především vznik oddělovací zóny (od uvedené hranice), dále výměna území (za uvedenou hranicí), přesun vojsk apod.
První z uvedených, tzv. separační zóna (anglicky Zone of separation) zakázala ozbrojeným složkám obou znepřátelených stran se k uvedené linii přiblížit na vzdálenost dvou kilometrů z obou stran. Dohled nad tímto opatřením uskutečňovaly mezinárodní jednotky IFOR.

### Součanost
V současné době (březen 2025) se na uvedené hranici nenachází žádné hraniční kontroly ani přechody; linie je nicméně označena ze strany Republiky srbské informačními tabulemi s nápisem Vítejte v Republice srbské (srbsky Добро дошли у Републику српску). Okolo uvedené linie existuje pásmo o délce 250 m, které má příslušnost kontrolovat výhradně centrální úroveň Bosny a Hercegoviny. V tomto prostoru se již ze strany Republiky srbské uskutečnil politický protest.

## Soudní spor
Ústavní soud Bosny a Hercegoviny rozhodoval v otázce, zda-li je možné v Ústavě Republiky srbské použít slovo hranice (srbsky granica) namísto hraniční linie (srbsky granična linija). Soud dovodil užití tohoto slova jako odporující Ústavě Bosny a Hercegoviny, na základě čehož musela Národní skupština Republiky srbské přijmout ústavní dodatek, aby uvedla základní dokument své entity do souladu s rozhodnutím soudu.